# Shanghai SH760
Shanghai SH760 — китайський легковий автомобіль, який вироблявся в Шанхаї з 1964 по 1991 рік та використовувався спочатку державними службовцями, а згодом і як автомобіль таксі. Його дизайн створено на основі Mercedes-Benz 220S (W180), випущеному в Західній Німеччині в 1956 році.

## Прототип
В 1958 році компанія Shanghai Automobile випустила свій перший прототип під назвою Fenghuang (Фенікс). Автомобіль базувався на польській FSO Warszawa 1957 року і оснащувався 2,1-літровим чотирициліндровим двигуном Nanjing NJ050, який був копією радянського двигуна від ГАЗ-М20 «Побєда». А дизайн передньої частини автомобіля нагадував американські моделі автомобілів Packard того часу.

Однак остаточний прототип Phoenix базувався вже на німецькому Mercedes-Benz 220 (W180) замість FSO Warszawa. І в 1959 році автомобіль почали виготовляти серійно. Але в 1960 році, через економічні труднощі в Китаї, виробництво припинилось.

## Перше покоління (1964-1974)

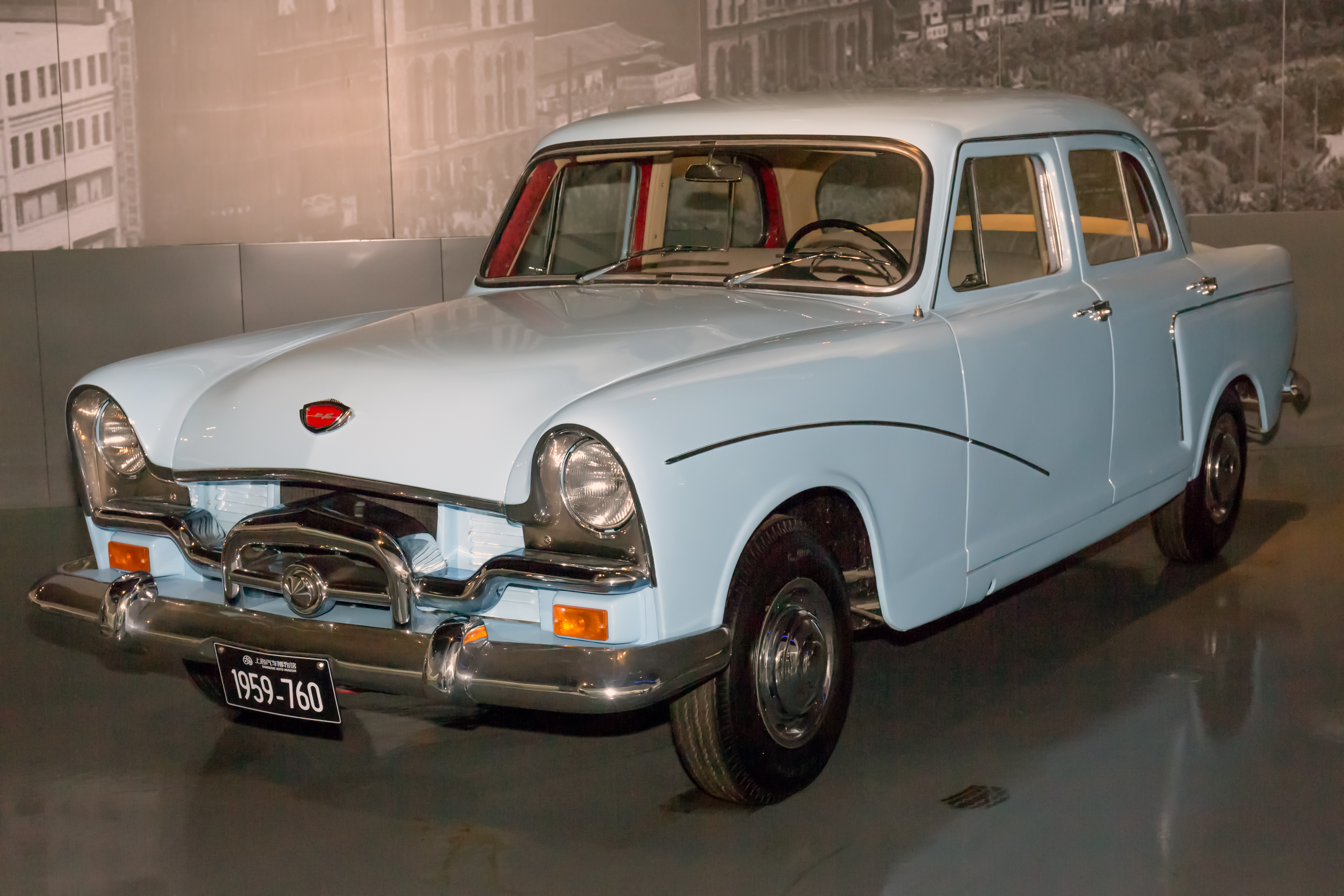
Shanghai SH760 1964-1974 років випуску

В 1964 році Phoenix почали серійно виробляти під назвою Shanghai SH760.

Він став основним автомобілем для звичайних держслужбовців і державних гостей Китаю.

## Друге покоління (1974-1991)

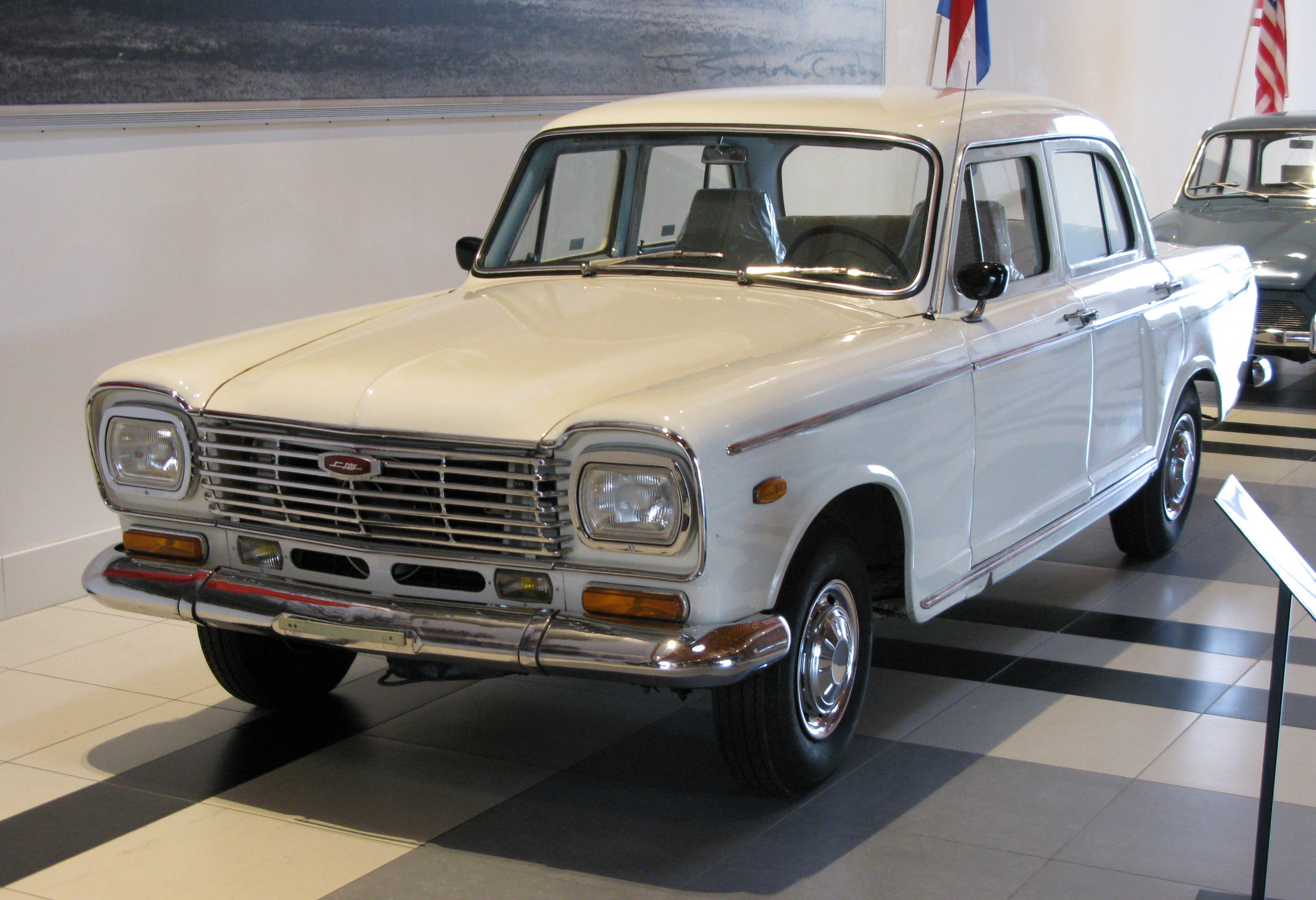
Shanghai SH760A 1974-1991 років випуску

У 1974 році було випущено нову модифікацію Shanghai SH760A.

Автомобіль пройшов через повний редизайн, та отримав більш сучасний дизайн передньої та задньої частини, який замінив стиль 1950-х років. Але центральна частина все ще базувалася на тій же моделі Mercedes-Benz.

Виробництво Shanghai SH760 завершилось в 1991 році. За весь час було виготовлено 79 526 автомобілів різних модифікацій.